# أمير جرندة

شعار ليونور أميرة أستورياس كـ أميرة جرندة (غير رسمي)

أمير أو أميرة جرندة (الأراغونية: Prencipe/Princesa de Chirona, الكتالانية: Príncep/Princesa de Girona, الإسبانية: Príncipe/Princesa de Gerona) هو اللقب وريث العرش الإسباني، كان في السابق وريث تاج أراغون، والوريثة الحالية هي ليونور منذ عام 2014.

## أصل اللقب
يرجع إلى نشأة اللقب عام 1351، بحيث إنشاؤه بيدرو الرابع ملك أراغون لصالح أبنه خوان الذي اعتراف به كـ دوق جرندة، وشملت أراضي جرندة وبيسالو وأمبرياس وأوسونا.
في 1416 رفع فرناندو الأول ملك أراغون اللقب إلى إمارة جرندة، وفي عام 1714 تم إلغاء اللقب من قبل فيليبي الخامس ملك إسبانيا بعد أصدره مراسيم نويفا بلانتا، ولكن في 1977 بعد باستخدام اللقب رسمياً من قبل انفانتي فيليبي.

## العصر الحديث
في عام 1961، عندما أُعلن عن حفل زفاف المستقبل خوان كارلوس الأول وصوفيا من اليونان والدانمارك أصدر البيت الملكي الأسباني ألقاب الأمير الشاب بحيث ادعى أمير أستورياس و«أمير جرندة»، و " أمير فيانا "- هذه الألقاب الثلاثة في إشارة إلى مكانته كـ وريث الوحيد لممالك قشتالة وأراغون ونافارا على التوالي، وبدأ باستخدام لقب «أمير جرندة» على جواز سفره خلال ديكتاتورية فرانكو، لتجنب لقب أمير أستورياس الذي كان مخصص لوريث عرش إسبانيا في ذاك الوقت، وكما استعمل والده نفسه تكتيك، بحيث فضل استعمل اللقب كونت برشلونة، بحيث هذه الألقاب لم تستخدم في إسبانيا منذ العصور الوسطى.
خوان كارلوس اعتبر أخيراً وريثاً من قبل الجنرال فرانكو، كما أنه حصل على لقب جديد «أمير إسبانيا» وهكذا بدأ في استخدام حتى أصبح ملك إسبانيا، وفي 21 يناير 1977 أبنه فيليبي سيكون أول من يستخدم كل هذه الألقاب بـ صفة رسمية لأكثر من 250 سنة.

## حاملين هذا اللقب
| الصورة                   | الأسم                                 | وريث لـ           | الميلاد        | أصبح وريث تاج                                  | أصبح دوق/أمير جرندة                            | توقف عن استخدام                      | الوفاة             | ألقاب قبل/أثناء استخدام الدوق | أميرة جرندة                 |
| ------------------------ | ------------------------------------- | ----------------- | -------------- | ---------------------------------------------- | ---------------------------------------------- | ------------------------------------ | ------------------ | --- | --------------------------- |
|                          | انفانتي خوان أخيراً: خوان الأول        | بيدرو الرابع      | 27 ديسمبر 1350 | 27 ديسمبر 1350                                 | 1351                                           | 6 يناير 1387 اصبح ملكاً               | 19 مايو 1396       | كونت سرفيرا | مارثا من أرمانياك           |
| يولاند من بار            | انفانتي خوان أخيراً: خوان الأول        | بيدرو الرابع      | 27 ديسمبر 1350 | 27 ديسمبر 1350                                 | 1351                                           | 6 يناير 1387 اصبح ملكاً               | 19 مايو 1396       | كونت سرفيرا |                             |
|                          | انفانتي خايمي                         | خوان الأول        | 1382           | 6 يناير 1387                                   | 6 يناير 1387                                   | 1388                                 | 1388               | كونت سرفيرا |                             |
|                          | انفانتي فرناندو                       | خوان الأول        | 1389           | 1389                                           | 1389                                           | أكتوبر 1389                          | أكتوبر 1389        | كونت سرفيرا |                             |
|                          | انفانتي بيدرو                         | خوان الأول        | 1394           | 1394                                           | 1394                                           | 1394                                 | 1394               | كونت سرفيرا |                             |
|                          | انفانتي ألفونسو أخيراً: ألفونسو الخامس | فرناندو الأول     | 1396           | 25 يونيو 1412                                  | يناير 1414                                     | 19 فبراير 1416 ارتفعت إلى أمارة      | 27 يونيو 1458      | كونت سرفيرا | ماريا من قشتالة             |
|                          | أمير كارلوس                           | خوان الثاني       | 29 مايو 1421   | 27 يونيو 1458                                  | 27 يونيو 1458                                  | 23 سبتمبر 1461                       | 23 سبتمبر 1461     | أمير فيانا دوق غانديا دوق مونتبلانك كونت سرفيرا |                             |
|                          | أمير فرناندو أخيراً: فرناندو الثاني    | خوان الثاني       | 10 مارس 1452   | 23 سبتمبر 1461 أخ توفي                         | 23 سبتمبر 1461 أخ توفي                         | 20 يناير 1479 أصبح ملكاً              | 23 يناير 1516      | دوق مونتبلانك كونت سرفيرا لورد بالاغوار دوق غانديا كونت ريباغورثا ملك صقلية ملك قشتالة وليون ملك نافارا العليا | إيزابيلا الأولى ملكة قشتالة |
|                          | أمير خوان، دوق لورين (مطالب)          | رينيه             | 2 أغسطس 1424   | 1466                                           | 1466                                           | 16 ديسمبر 1470                       | 16 ديسمبر 1470     | دوق لورين دوق كالابريا ماركيز بونت-موسون دوق مونتبلانك كونت سرفيرا | ماري دي بوروبون             |
|                          | أمير نيكولاس، دوق لورين (مطالب)       | رينيه             | 7 يوليو 1448   | 16 ديسمبر 1470                                 | 16 ديسمبر 1470                                 | 27 يوليو 1473                        | 27 يوليو 1473      | دوق لورين حامل دوق كالابريا ماركيز بونت-موسون دوق مونتبلانك كونت سرفيرا | -                           |
|                          | أمير خوان                             | فرناندو الثاني    | 28 يونيو 1478  | 20 يناير 1479                                  | 20 يناير 1479                                  | 4 أكتوبر 1497                        | 4 أكتوبر 1497      | أمير أستورياس أمير فيانا دوق مونتبلانك كونت سرفيرا لورد بالاغوار | مارغريت من النمسا           |
|                          | أمير ميغيل                            | فرناندو الثاني    | 24 أغسطس 1498  | 28 أغسطس 1498                                  | 28 أغسطس 1498                                  | 19 يوليو 1500 توفى                   | 19 يوليو 1500 توفى | أمير البرتغال أمير أستورياس أمير فيانا دوق مونتبلانك كونت سرفيرا لورد بالاغوار | -                           |
|                          | انفانتا خوانا أخيراً: خوانا الأولى     | فرناندو الثاني    | 6 نوفمبر 1479  | 1502 اعتراف به من قبل كورتيس أراغوني في سرقسطة | 1502 اعتراف به من قبل كورتيس أراغوني في سرقسطة | 3 مايو 1509 أُزيحت بعد ولادة شقيقها   | 12 أبريل 1555      | ملكة قشتالة ملكة ليون أميرة أستورياس أميرة فيانا دوقة مونتبلانك كونتيسة سرفيرا ليدى بالاغوار دوقة قرينة بورغونيا، وبرابانت، وليمبورخ، ولوثير، ولوكسمبورغ; وكونتيسة أرتوا القرينة، وفلاندرز، وشاروليه، وهينو، وهولاندا، وزيلندا، وبورغونيا; وماغريفية قرينة نامور | فيليب الوسيم من النمسا      |
|                          | أمير خوان                             | فرناندو الثاني    | 3 مايو 1509    | 3 مايو 1509                                    | 3 مايو 1509                                    | 3 مايو 1509                          | 3 مايو 1509        | دوق مونتبلانك كونت سرفيرا لورد بالاغوار | -                           |
|                          | انفانتا خوانا أخيراً: خوانا الأولى     | فرناندو الثاني    | 6 نوفمبر 1479  | 3 مايو 1509 استرجعت بعد وفاة شقيقها            | 3 مايو 1509 استرجعت بعد وفاة شقيقها            | 23 يناير 1516 اصبحت ملكة تحت الوصاية | 12 أبريل 1555      | ملكة قشتالة ملكة ليون أميرة فيانا دوقة مونتبلانك كونتيسة سرفيرا ليدى بالاغوار | -                           |
|                          | الأمير كارلوس أخيراً: كارلوس الأول     | خوانا الأولى      | 24 فبراير 1500 | 23 يناير 1516                                  | 23 يناير 1516                                  | 14 مارس 1516 اصبح ملكاً               | 21 سبتمبر 1558     | أمير أستورياس أمير فيانا دوق مونتبلانك كونت سرفيرا لورد بالاغوار دوق بورغونيا، وبرابانت، ولوثير، ولوكسمبورغ، وليمبورخ وكونت أرتوا، بورغونيا، وفلاندرز، وهينو، وهولاندا، ونامور، وزيلندا.                                                                         | -                           |
|                          | أمير فيليبي أخيراً: فيليبي الثاني      | كارلوس الأول      | 21 مايو 1527   | 21 مايو 1527                                   | 21 مايو 1527                                   | 16 يناير 1556 أصبح ملكاً              | 13 سبتمبر 1598     | أمير أستورياس أمير فيانا دوق مونتبلانك كونت سرفيرا لورد بالاغوار ملك نابولي ملك إنجلترا وإيرلندا دوق ميلانو | ماريا مانويلا من البرتغال   |
| ماري الأولى ملكة إنجلترا | أمير فيليبي أخيراً: فيليبي الثاني      | كارلوس الأول      | 21 مايو 1527   | 21 مايو 1527                                   | 21 مايو 1527                                   | 16 يناير 1556 أصبح ملكاً              | 13 سبتمبر 1598     | أمير أستورياس أمير فيانا دوق مونتبلانك كونت سرفيرا لورد بالاغوار ملك نابولي ملك إنجلترا وإيرلندا دوق ميلانو |                             |
|                          | أمير كارلوس                           | فيليبي الثاني     | 8 يوليو 1545   | 16 يناير 1556                                  | 16 يناير 1556                                  | 24 يوليو 1568                        | 24 يوليو 1568      | أمير أستورياس أمير فيانا دوق مونتبلانك كونت سرفيرا لورد بالاغوار | -                           |
|                          | أمير فرناندو                          | فيليبي الثاني     | 4 ديسمبر 1571  | 4 ديسمبر 1571                                  | 4 ديسمبر 1571                                  | 18 أكتوبر 1578                       | 18 أكتوبر 1578     | أمير أستورياس أمير فيانا دوق مونتبلانك كونت سرفيرا لورد بالاغوار | -                           |
|                          | أمير دييغو                            | فيليبي الثاني     | 15 أغسطس 1575  | 18 أكتوبر 1578 شقيقه توفى                      | 18 أكتوبر 1578 شقيقه توفى                      | 21 نوفمبر 1582                       | 21 نوفمبر 1582     | أمير أستورياس أمير فيانا دوق مونتبلانك كونت سرفيرا لورد بالاغوار أمير البرتغال | -                           |
|                          | أمير فيليبي أخيراً: فيليبي الثالث      | فيليبي الثاني     | 14 أبريل 1578  | 21 نوفمبر 1582 شقيقه توفى                      | 21 نوفمبر 1582 شقيقه توفى                      | 14 أبريل 1598 أصبح ملكاً              | 31 مارس 1621       | أمير أستورياس أمير فيانا دوق مونتبلانك كونت سرفيرا لورد بالاغوار أمير البرتغال | -                           |
|                          | أمير فيليبي أخيراً: فيليبي الرابع      | فيليبي الثالث     | 8 أبريل 1605   | 8 أبريل 1605                                   | 8 أبريل 1605                                   | 31 مارس 1621 أصبح ملكاً               | 17 سبتمبر 1665     | أمير أستورياس أمير فيانا دوق مونتبلانك كونت سرفيرا لورد بالاغوار أمير البرتغال | إليزابيث البوربونية         |
|                          | أمير بالتازار كارلوس                  | فيليبي الرابع     | 17 أكتوبر 1629 | 17 أكتوبر 1629                                 | 17 أكتوبر 1629                                 | 9 أكتوبر 1646                        | 9 أكتوبر 1646      | أمير أستورياس أمير فيانا دوق مونتبلانك كونت سرفيرا لورد بالاغوار أمير البرتغال | -                           |
|                          | أمير فيليبي بروسبيرو                  | فيليبي الرابع     | 20 نوفمبر 1657 | 20 نوفمبر 1657                                 | 20 نوفمبر 1657                                 | 1 نوفمبر 1661                        | 1 نوفمبر 1661      | أمير أستورياس أمير فيانا دوق مونتبلانك كونت سرفيرا لورد بالاغوار | -                           |
|                          | أمير كارلوس أخيراً: كارلوس الثاني      | فيليبي الرابع     | 6 نوفمبر 1661  | 6 نوفمبر 1661                                  | 6 نوفمبر 1661                                  | 17 سبتمبر 1665 أصبح ملكاً             | 1 نوفمبر 1700      | أمير أستورياس أمير فيانا دوق مونتبلانك كونت سرفيرا لورد بالاغوار | -                           |
|                          | أمير خوسيه فرناندو                    | كارلوس الثاني     | 28 أكتوبر 1692 | 1698                                           | 1698                                           | 6 فبراير 1699                        | 6 فبراير 1699      | أمير أستورياس أمير فيانا دوق مونتبلانك كونت سرفيرا لورد بالاغوار | -                           |
|                          | أمير فيليبي أخيراً: فيليبي السادس      | خوان كارلوس الأول | 30 يناير 1968  | 22 نوفمبر 1975                                 | 21 يناير 1977                                  | 19 يونيو 2014                        | 19 يونيو 2014      | أمير أستورياس أمير فيانا دوق مونتبلانك كونت سرفيرا لورد بالاغوار | ليتيزيا من إسبانيا          |
|                          | أميرة ليونور                          | فيليبي السادس     | 31 أكتوبر 2005 | 19 يونيو 2014                                  | 19 يونيو 2014                                  | حتى الأن                             | حتى الأن           | أميرة أستورياس أميرة فيانا دوقة مونتبلانك كونتيسة سرفيرا ليدى بالاغوار |                             |